# Leathernecks de Western Illinois
Les Leathernecks de Western Illinois (WIU) sont les équipes et les athlètes représentant l’université de Western Illinois (en) située à Macomb, dans l’Illinois, au sein de la division 1 de la NCAA. La principale affiliation à la conférence de l'école est avec l'Ohio Valley Conference, qu'elle a rejointe le 1er juillet 2023 après avoir été membre de la Summit League depuis sa création en 1982. Deux des équipes de l'université joueront en dehors de l'OVC au cours de l'année universitaire 2023-2024. L'équipe de football américain jouera dans la Missouri Valley Football Conference dans la Division I FCS (anciennement la Division I-AA), et l'équipe masculine de soccer restera dans la Summit League. Les deux équipes passeront à l'OVC en 2024.

## Surnom
Le surnom de WIU, les Leathernecks, et sa mascotte, le bulldog anglais, sont empruntés aux traditions du United States Marine Corps. L’université est autorisée à utiliser le surnom et la mascotte officiels du Corps depuis 1927, lorsque Ray Hanson (en), alors directeur des sports et entraîneur des équipes de baseball, de basketball et de football américain, obtient la permission d’utiliser les symboles comme hommage à son service dans cette branche militaire pendant la Première Guerre mondiale. L'université détient la distinction d'être la seule institution non militaire à avoir officiellement son surnom dérivé d'une branche du service militaire. Depuis le semestre d'automne 2009, les équipes masculine et féminine sont unifiées sous le nom de Leathernecks. Auparavant, les équipes féminines et les athlètes de l'école étaient connus sous le nom de Westerwinds.

## Sports pratiqués

### Baseball
L’équipe de baseball représente l’université dans la division I de la NCAA. L'équipe est membre de l'Ohio Valley Conference. Elle joue ses matchs à domicile au Alfred D. Boyer Stadium (en), d'une capacité 500 places et elle est entraîné par Ryan Brownlee (en).

### Basket-ball
L’équipe masculine de basketball des Leathernecks participe à la compétition de basket-ball universitaire dans la division I de la NCAA. L'équipe de l'école est membre de l'Ohio Valley Conference. Elle joue les matchs à domicile au Western Hall (en), doté de 4 421 places, et est entraînée par Billy Wright (en). L'équipe féminine est entraînée par JD Gravina (en).

### Football américain
Le programme de football américain participe à la Division I FCS de la NCAA et est membre de la Missouri Valley Football Conference. L’équipe fait de nombreuses apparitions dans les éliminatoires de la NCAA. Les Leathernecks sont classés au premier rang et au deuxième rang à maintes reprises. L’équipe joue ses matches à domicile au Hanson Field (en), stade d'une capacité de 16 368 places, et est entraînée par Jared Elliott.

### Football
Les équipes de football masculines et féminines de Western Illinois jouent respectivement dans la Summit League et l'Ohio Valley Conference, qui font toutes deux partie de la division I de la NCAA . L'équipe masculine rejoindra le reste des sports universitaires dans l'OVC en 2024. Elles jouent leurs matchs à domicile au MacKenzie Alumni Field. Les deux équipes sont entraînées par le Dr Eric Johnson.

### Softball
L'équipe de softball est également membre de l'Ohio Valley Conference en Division I NCAA. Elle joue ses matchs à domicile au Mary Ellen McKee Softball Stadium et elle est entraînée par Elizabeth Golitko. L'équipe participe à huit Women's College World Series (en) en 1970, 1972, 1973, 1975, 1977, 1979, 1980 et 1982.

### Volley-ball
L'équipe de volley-ball est un autre membre de l'Ohio Valley Conference. Ses matchs à domicile se disputent au Western Hall (en) et elle est entraînée par Ben Staupe.

## Traditions des Leathernecks
- Le nom officiel de l'alma mater pour l'université de Western Illinois (en) est Western Loyalty[23].
- Leur chant de guerre est intitulé « We're marching on »[23].
- « Rocky le Bulldog » est la mascotte costumée des Leathernecks[24].
- « Colonel Rock » est la mascotte vivante des Leathernecks[25].
- Les « Western Illinois Cheerleaders » sont les pom-pom girls officielles de l'université[26].

## Anciens élèves
| - Don Beebe (en), National Football League - David Bowens (en), National Football League - Lee Calhoun, médaillé d'or olympique - Bryan Cox (en), National Football League - Don Greco (en), National Football League - Rodney Harrison, National Football League - Edgerton Hartwell (en), National Football League - Frisman Jackson (en), National Football League - William James, National Football League - Kosuke Kimura, Major League Soccer - Gene Lamont, Major League Baseball - Rob Lazeo (en), Canadian Football League - Jeff Loots (en), Arena Football League | - Bruce McCray (en), National Football League - Mike McEachern (en), Canadian Football League - Russ Michna (en), Canadian Football League - Peter Mueller (football canadien) (en), Canadian Football League - J.R. Niklos (en), National Football League - Paul Reuschel (en), Major League Baseball - Rick Reuschel, Major League Baseball - Mike Scifres (en), National Football League - Rich Seubert (en), National Football League - Aaron Stecker (en), National Football League - Mike Wagner (en), National Football League - Jason Williams (en), National Football League - Frank Winters (en), National Football League |